# Lubiczko
Lubiczko [pronunciación en polaco: /luˈbitʂkɔ/] es un pueblo ubicado en el distrito administrativo de Gmina Gręboszów, dentro del Condado de Dąbrowa, Voivodato de Pequeña Polonia, en Polonia del sur. Se encuentra aproximadamente a 2 kilómetros al sureste de Gręboszów, a 17 kilómetros al noroeste de Dąbrowa Tarnowska, y a 64 kilómetros al este de la capital regional Cracovia.